# Lihong (socken i Kina, Guangxi)
Lihong (kinesiska: 力洪瑶族乡, 力洪) är en socken i Kina. Den ligger i den autonoma regionen Guangxi, i den södra delen av landet, omkring 260 kilometer nordväst om regionhuvudstaden Nanning.
Genomsnittlig årsnederbörd är 1 511 millimeter. Den regnigaste månaden är juni, med i genomsnitt 354 mm nederbörd, och den torraste är februari, med 20 mm nederbörd.